# Железнодорожная линия Дорошиха — Васильевский Мох
Железнодорожная линия  Дорошиха — Васильевский Мох — 18-километровая железнодорожная линия, проходящая по территории Твери и Калининского района Тверской области. Относится к Октябрьской железной дороге. На всём протяжении линия однопутная и неэлектрифицированная; обслуживается Тверской дистанцией пути и Тверской дистанцией сигнализации, централизации и блокировки.

## История
В 1927 — 1930 году от ветки, проложенной в 1915 году от станции Дорошиха до снаряжательного завода, было начато строительство однопутной железнодорожной ветви широкой колеи к посёлку Васильевский Мох, где шли разработки крупных торфяных массивов. Линия была принята в эксплуатацию в 1936 году. Линия использовалась, преимущественно, для перевозки торфа. В 1974 году, в связи со строительством подхода к промышленным предприятиям г. Калинина в районе Затверечье, на линии была построена станция Доронинская. В 1980-х годах от ст. Доронинская велось строительство линии до посёлка Новая Орша (ст. Перегрузочная), по которой торф, добытый торфопредприятием «Оршинское-I», должен был вывозиться, минуя станцию Васильевский Мох. На ветви была запроектирована промежуточная станция Тованово. К началу 1990-х годов линия Доронинская — Перегрузочная была почти достроена, был уложен рельсовый путь. Строительство станции Перегрузочная завершено не было, вывозка торфа по новой линии не производилась. В 1990-х годах было принято решение об отказе от достройки линии Доронинская — Перегрузочная (посёлок Новая Орша). По состоянию на 2005 год, она была полностью разобрана.
С 22 января 2012 года пассажирское движение было приостановлено, и вновь возобновилось 15 апреля 2012 года (только по пятницам и выходным дням). Таким же образом движение было приостановлено в зимний период 2012-2013 годов. 
В ноябре 2013 года прекращено пассажирское движение на всей протяженности линии. В 2014 году прекращено грузовое движение на участке от ст. Доронинская до ст. Васильевский Мох, участок не действует. На участке Дорошиха — Доронинская осуществляется движение грузовых поездов.
В 2019 году рассматривались планы возобновления пассажирских перевозок на линии. 

## Станции и остановочные пункты
| Километраж | Наименование          | Код    | Местонахождение  | Координаты |
| ---------- | --------------------- | ------ | ---------------- | ---------- |
| 0,00       | ст. Дорошиха          | 061659 | Тверь            |            |
| 2,0        | о.п. Горбатка         | —      |                  |            |
| 5,6        | о.п. Литвинки         | 061733 |                  |            |
| 8,5        | о.п. Дачная (Шаблино) | 061729 |                  |            |
| 10,0       | о.п. 11-й км          | —      |                  |            |
| 10,45      | ст. Доронинская       | 061705 |                  |            |
| 14,3       | о.п. Завод Метиз      | 061714 |                  |            |
| 17,75      | ст. Васильевский Мох  | 061803 | Васильевский Мох |            |

## Организация движения

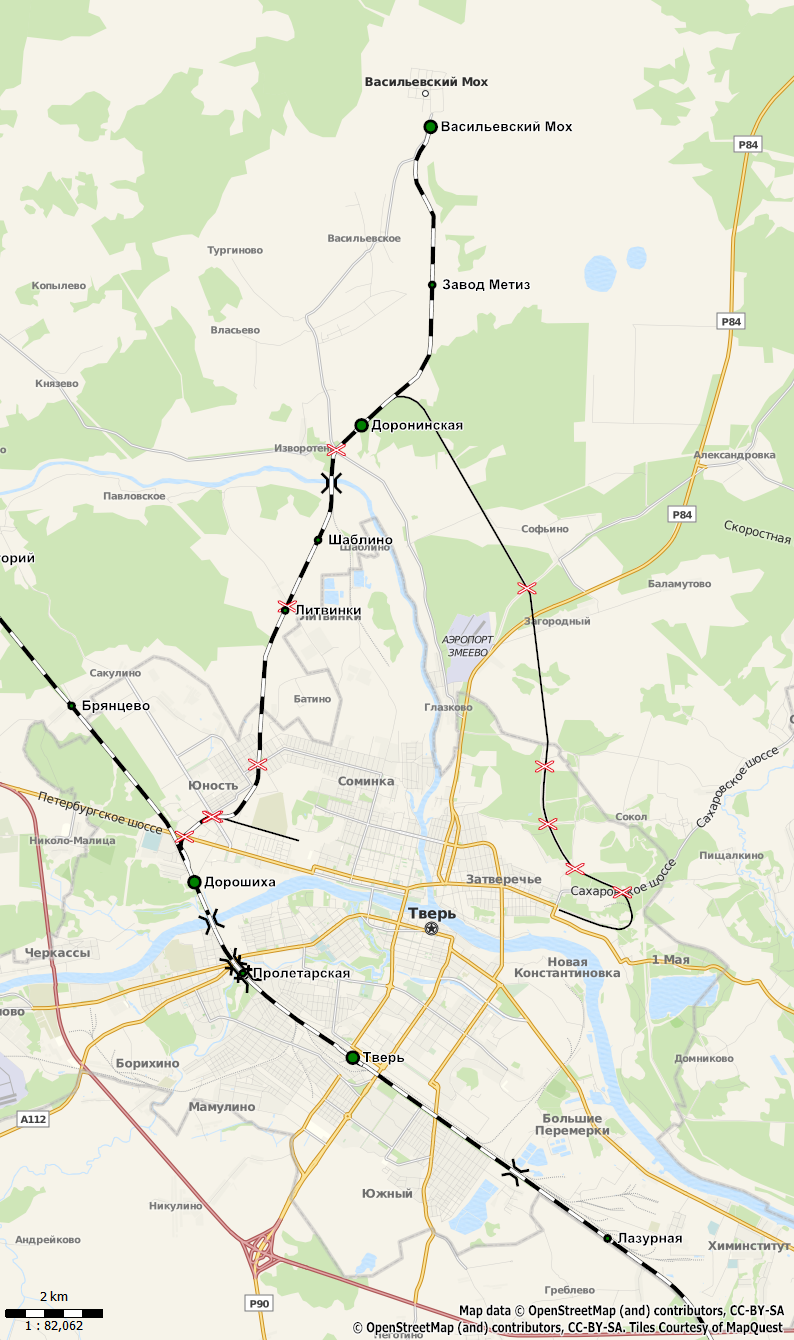
Схема линии

На всём своём протяжении линия однопутная и неэлектрифицированная, оборудована полуавтоматической блокировкой; обслуживается Тверской дистанцией пути и Тверской дистанцией сигнализации, централизации, блокировки и связи. Станции Дорошиха и Доронинская оборудованы электрической централизацией стрелок, станция Дорошиха — электрифицирована.
| Перегонное время хода. ТЭМ, 1600 т. | Перегонное время хода. ТЭМ, 1600 т. | Перегонное время хода. ТЭМ, 1600 т. | Перегонное время хода. ТЭМ, 1600 т. | Перегонное время хода. ТЭМ, 1600 т. | Перегонное время хода. ТЭМ, 1600 т. |
|                                     |                                     | Нечётное                            | Нечётное                            | Чётное                              | Чётное                              |
| Разд. пункт                         | Расстояние                          | Ход                                 | Раз/Зам                             | Ход                                 | Раз/Зам                             |
| ----------------------------------- | ----------------------------------- | ----------------------------------- | ----------------------------------- | ----------------------------------- | ----------------------------------- |
| Васильевский Мох                    | 0,00                                | -                                   | -                                   | -                                   | -                                   |
| Доронинская                         | 7,30                                | 22                                  | 1/2                                 | 20                                  | 2/1                                 |
| Дорошиха                            | 10,45                               | 28                                  | 2/1                                 | 28                                  | 1/1                                 |
| Тверь                               | 4.98                                | 7                                   | 1/2                                 | 7                                   | 2/2                                 |